# Diuris maculata
Diuris maculata är en orkidéart som beskrevs av James Edward Smith. Diuris maculata ingår i släktet Diuris och familjen orkidéer. Inga underarter finns listade i Catalogue of Life.

## Bildgalleri

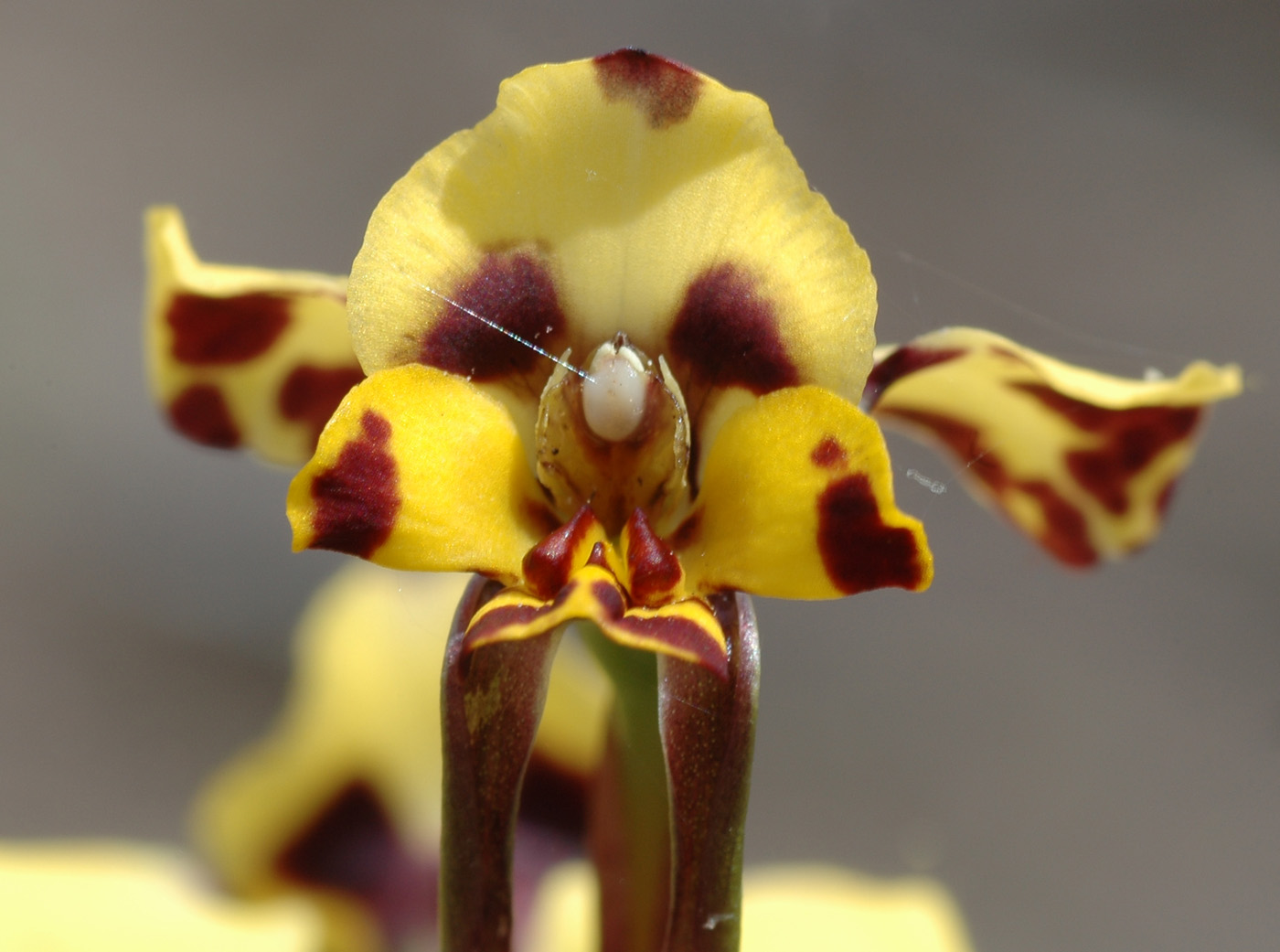
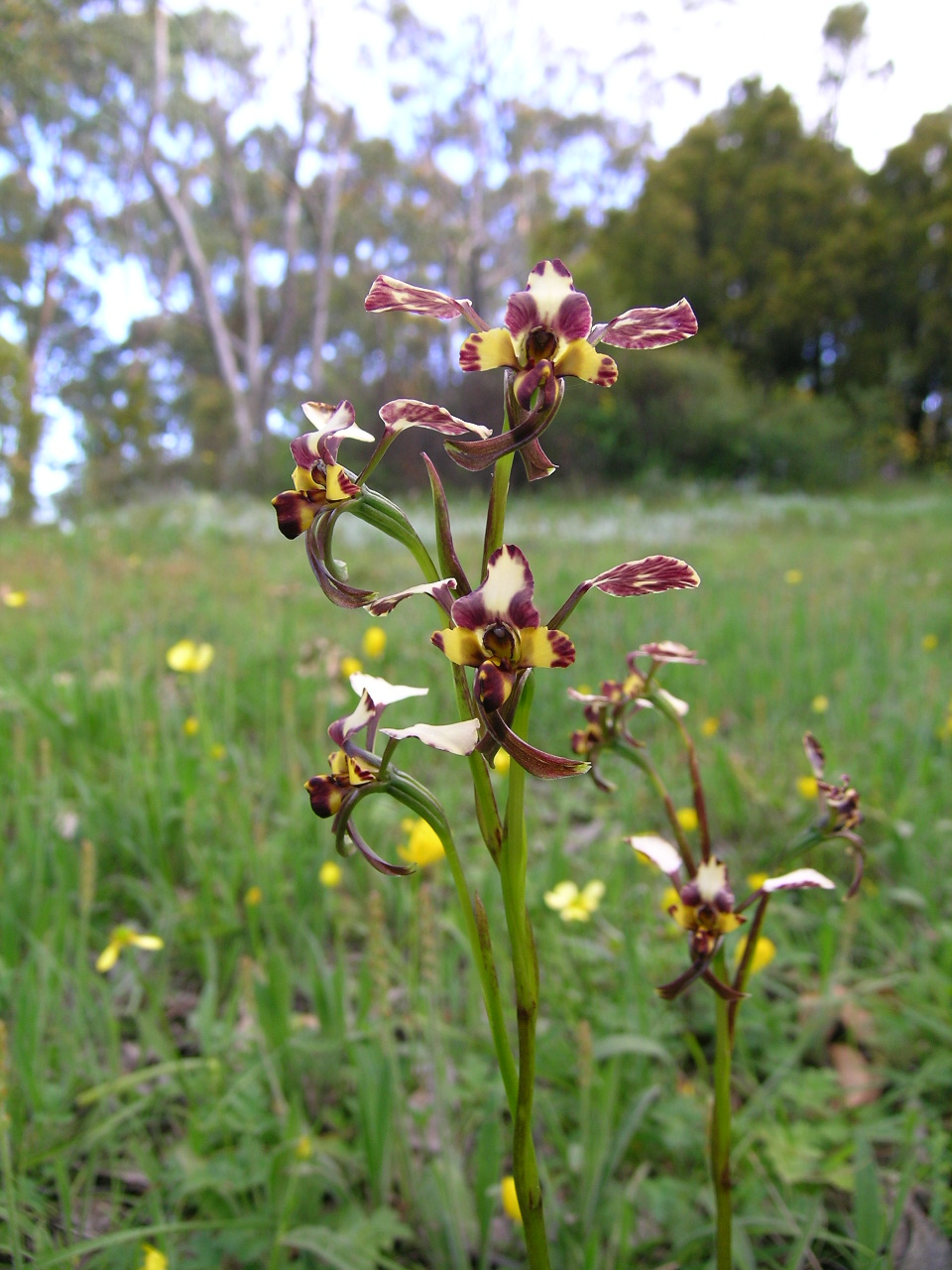
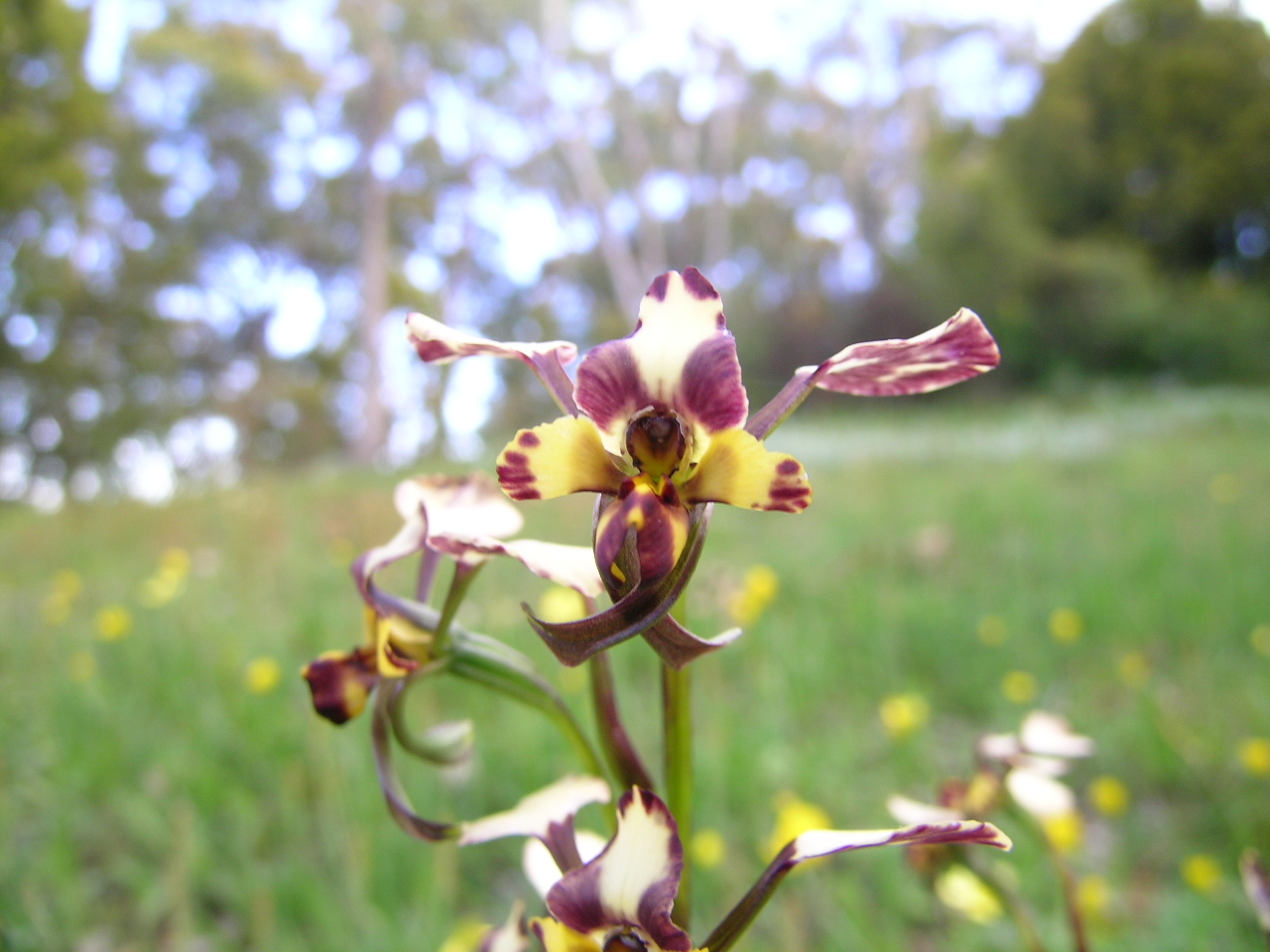